# ジャレル・マーティン
ジャレル・マーティン（Jarell Martin, 1994年5月24日 - ）は、アメリカ合衆国・ルイジアナ州バトンルージュ出身のプロバスケットボール選手。ポジションは主にパワーフォワード。

## 経歴

### 学生時代
ルイジアナ州のマディソン高校時代に2013年のマクドナルド・オール・アメリカンゲームのメンバーに選出されるなど、同州の有望株だったマーティンは、高校卒業後、地元のルイジアナ州立大学に進学。1年生からスタメンで起用され、NCAAトーナメントでも活躍するなど注目される存在となった。マーティンは2015年のNBAドラフトにアーリーエントリーを表明。

### NBAでのキャリア(2015-2019)

#### メンフィス・グリズリーズ
ドラフトでは全体25位でメンフィス・グリズリーズから指名された。

#### オーランド・マジック
2018年7月23日、ダカリ・ジョンソンとタイラー・ハービーのドラフト交渉権とのトレードでオーランド・マジックに放出された。

#### クリーブランド・キャバリアーズ
2019年8月16日にクリーブランド・キャバリアーズと1年契約を結んだが、同年10月19日に解雇された。

#### リオグランデバレー・バイパーズ
2020年2月2日、NBAGリーグのリオグランデバレー・バイパーズと契約した。

### 国外でのキャリア(2020-)

#### シドニー・キングス(2020-2022)
2020年12月2日、オーストラリアのプロリーグであるNBLのシドニー・キングスと1シーズン（＋オプション）契約を結んだ。
2021年6月26日、キングスと再契約を交わした。

#### アデレード・サーティーシクサーズ(2024-2025)
2024年8月1日、NBLに所属するアデレード・サーティーシクサーズへの加入が発表された。

#### 越谷アルファーズ(2025-)
2025年7月16日、B.LEAGUEに所属する越谷アルファーズへの加入が発表された。